# Pseudeurotium bakeri
Pseudeurotium bakeri är en svampart som beskrevs av C. Booth 1961. Pseudeurotium bakeri ingår i släktet Pseudeurotium och familjen Pseudeurotiaceae.   Inga underarter finns listade i Catalogue of Life.